# Jean-Claude Colin
O Venerável Jean-Claude Colin, S.M. (7 de agosto de 1790 – 15 de novembro de 1875) foi um sacerdote francês que se tornou o fundador da Sociedade de Maria (Maristas).

## Vida anterior
Quando os pais de Jean-Claude Colin se casaram em 1771, seu pai Jacques tinha 24 anos e sua mãe, Marie Gonnet, ainda não tinha 14. Jean-Claude, nascido em 7 de agosto de 1790 no vilarejo de Barbery, na região de Beaujolais, no centro da França. Ele era o oitavo filho. Ao todo, nove crianças nasceram na família. Claudine, Jean, Mariette, Sébastien, Jeanne-Marie, Pierre, Anne-Marie (que morreu ao nascer), Jean-Claude e Joseph. A irmã mais velha de Jean-Claude, Claudine, era sua madrinha, e seu irmão Jean era seu padrinho, daí o nome do bebê Jean-Claude. Seus pais possuíam e cultivavam um pedaço de terra e, durante o inverno, se dedicaram à tecelagem. A Revolução e a subsequente Constituição Civil do Clero trouxeram uma divisão na Igreja, separando os padres que apoiavam a Constituição daqueles que permaneceram fiéis a Roma. Os pais de Jean-Claude apoiaram o clero leal a Roma. Uma ordem de prisão foi emitida contra Jacques Colin, que havia apoiado abertamente o pároco, Padre Cabuchet. Jacques teve que se esconder por um ano: sua casa foi fechada com tábuas e todos os seus bens foram vendidos. Em 1795, Marie Colin morreu, aos 37 anos. Jacques Colin morreu menos de três semanas depois, deixando as crianças órfãs. Jean Claude ainda não tinha cinco anos. Ele foi colocado aos cuidados de um tio paterno, Sébastien, que vivia em Saint-Bonnet-le-Troncy. Sébastien era um solteiro que empregava uma governanta, Marie Echallier, para cuidar dos filhos da casa de Colin. Esta senhora era uma mulher profundamente religiosa, mas uma daquelas para quem religião e culpa pareciam andar de mãos dadas. Nestes anos, Jean-Claude desenvolveu uma escrupulosidade que lhe deu muitos problemas, mas que mais tarde na vida tornaria sensível as pessoas sobrecarregadas. Com a idade de quatorze anos, Jean-Claude e seu irmão Pierre entraram no seminário menor de Saint-Jodard, uma escola secundária para meninos que se preparavam para o sacerdócio e desejavam passar uma vida de oração silenciosa em um ministério gentil. O estilo de vida disciplinado, a obediência e a piedade eram fáceis para ele. O rio Loire ficava próximo, perto o suficiente para os rapazes de St. Jodard desfrutarem de suas margens e águas de verão. Em 1809, Jean-Claude continuou seus estudos secundários em Alix e, finalmente, em Verrières-en-Forez, onde foi contemporâneo de Marcelino Champagnat e João Maria Vianney. Apesar de ser assolado por doenças graves e questões levantadas sobre sua adequação para uma vida ativa, Jean-Claude conduziu seus estudos sem dificuldade e estava entre os melhores alunos. No final do verão de 1813, Jean-Claude partiu para o seminário maior de Santo Irineu, em Lyon, para os últimos anos de preparação ao sacerdócio. Ele tinha vinte e três anos. Aqui ele se encontrou com Jean-Claude Courveille. No final de 1814, Jean-Claude Courveille, que havia estudado em outro seminário, foi transferido para Santo Irineu. Sua diocese foi suprimida e fundida em Lyon. Courveille foi curado de cegueira após orar a Nossa Senhora de Le Puy e em gratidão teve a inspiração e a convicção interior de que, assim como surgiu na época da Reforma, uma Sociedade dedicada a Jesus, os Jesuítas, também nesta época da Revolução, poderia haver uma Sociedade dedicada a Maria cujos membros se intitulassem maristas. Courveille recrutou um grupo de seminaristas seniores para sua ideia de fundar uma Sociedade de Maria. Em 22 de julho de 1816, vários diáconos de Santo Irineu foram ordenados sacerdotes da diocese de Lyon. Entre eles estavam Colin, Courveille e um jovem Marcelino Champagnat. No dia seguinte, 23 de julho, um grupo de doze escalou a colina até o santuário de Notre-Dame de Fourvière com vista para Lyon e a antiga capela da Bem-Aventurada Virgem Maria. Aqui, eles se comprometeram a estabelecer a Sociedade de Maria assim que pudessem. Colin celebrou sua primeira missa em Salles em 26 de julho. Os recém-ordenados Pe. Courveille e Champagnat também foram enviados imediatamente às paróquias da arquidiocese de Lyon.

## Cura
O ainda tímido Jean-Claude Colin foi enviado à paróquia de seu irmão mais velho, Pe. Pierre Colin, na aldeia de Cerdon, aninhada no alto das montanhas Bugey, na recém-restaurada diocese de Belley. Enquanto servia como pastor assistente em Cerdon, na Diocese de Lyon, ele elaborou regras provisórias para a Sociedade de Maria. Pierre estava ansioso para ingressar no Projeto Marista e convenceu Jean-Marie Chavoin e Marie Jotillon a começar com eles. Tendo a cidade de Cerdon passado para a recém-reorganizada Diocese de Belley, Colin obteve de seu bispo, Mons. Devie, permissão para levar alguns companheiros e pregar missões no Bugey, uma parte pobre e um tanto negligenciada da diocese. Seu número aumentou e, apesar da oposição do bispo, que desejava fazer da sociedade uma congregação diocesana, Colin obteve (1834) de Gregório XVI a bula papal aprovando a Confraria de Leigos ou Associação da Bem-Aventurada Virgem Maria para a Conversão de Pecadores e a perseverança dos justos. Em 1836, o Papa Gregório XVI deu a aprovação canônica da Sociedade de Maria (padres e irmãos) como uma ordem com votos simples.

## Sociedade de Maria
Ele foi convidado a assumir o Colégio de Belley como Diretor e quando Roma aprovou a Sociedade de Maria em 1836, ele foi eleito como seu primeiro Superior Geral. Durante os dezoito anos de sua administração (1836-1854) Colin mostrou grande atividade, organizando os diversos ramos de sua sociedade, fundando na França casas missionárias e colégios. Roma atribuiu à nova Sociedade a evangelização do Vicariato da Oceania Ocidental.
Em 1817, os irmãos Colin convidaram duas jovens para virem a Cerdon para iniciar as Irmãs da Congregação de Maria. Uma seria sua fundadora: Jeanne-Marie Chavoin. Enquanto isso, o Padre Champagnat fundava o ramo dos Irmãos em sua primeira paróquia de La Valla. Sempre viu Jean-Claude Colin como o líder do projeto marista.
Em 1850, a aprovação papal para os leigos foi emendada, estabelecendo o ramo laico da Sociedade como a Ordem Terceira de Maria. Os leigos foram parte integrante da visão de Colin para a Sociedade de Maria desde os seus primórdios e ele trabalhou em estreita colaboração com os leigos na paróquia de Cerdon. Os leigos estão agora envolvidos em todas as partes do mundo e seu legado leigo ainda é particularmente forte na Oceania.
Em 1854, Colin renunciou ao cargo de superior geral e retirou-se para Notre-Dame-de-la-Neylière, onde passou os últimos vinte anos de sua vida revisando e completando as Constituições. As Constituições da Sociedade de Maria foram aprovadas definitivamente pela Santa Sé em 28 de fevereiro de 1873. Jean-Claude Colin morreu em La Neylière dois anos depois, em 15 de novembro de 1875.
O Musée Jean-Claude Colin é um museu privado em Saint-Bonnet-le-Troncy que apresenta uma retrospectiva da vida do Pe. Colin.